# Liepāja
Liepāja (în germană Libau) este un oraș în Letonia. Este unul dintre cele 7 orașe independente ale Letoniei, orașe care au administrație separată de cea a raionului înconjurător. La 1 ianuarie 2018 avea o populație de 76.535 locuitori. Orașul a fost locuit de germanii baltici.

## Personalități născute aici
- Ernest Drezen (1892 - 1937), inginer, esperantist.